# Sarrageois
Sarrageois település Franciaországban, Doubs megyében. Lakosainak száma 194 fő (2022. január 1.). Sarrageois Remoray-Boujeons, Gellin, Mouthe, Rondefontaine és Les Villedieu községekkel határos.

## Népesség
A település népessége az elmúlt években az alábbi módon változott:
| Lakosok száma | 117  | 83   | 78   | 139  | 175  | 191  | 194  | 193  | 194  | 194  |
|               | 1968 | 1982 | 1990 | 2006 | 2013 | 2015 | 2017 | 2019 | 2020 | 2022 |